# Altenburg (Alsó-Ausztria)
Altenburg osztrák község Alsó-Ausztria Horni járásában. 2024 januárjában 826 lakosa volt. 

## Elhelyezkedése

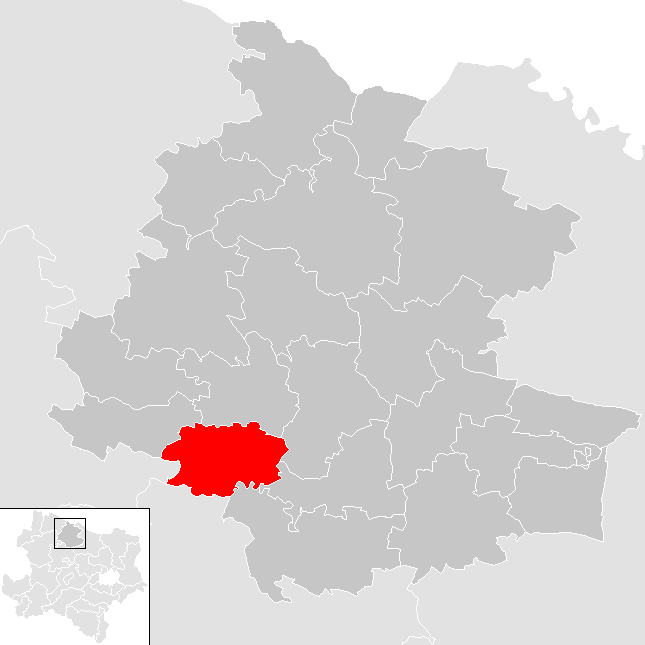
Altenburg a Horni járásban

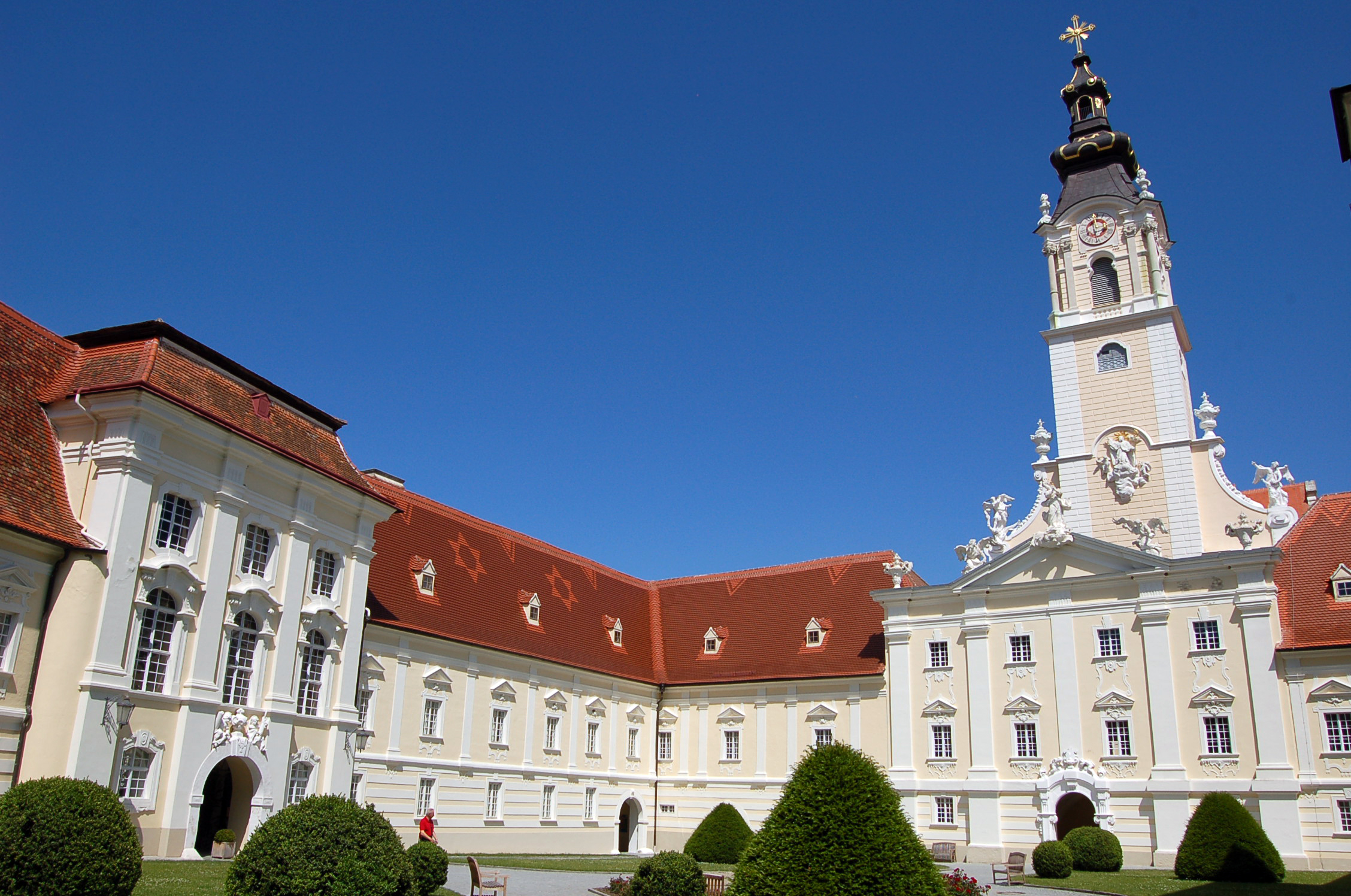
A kolostor belső udvara

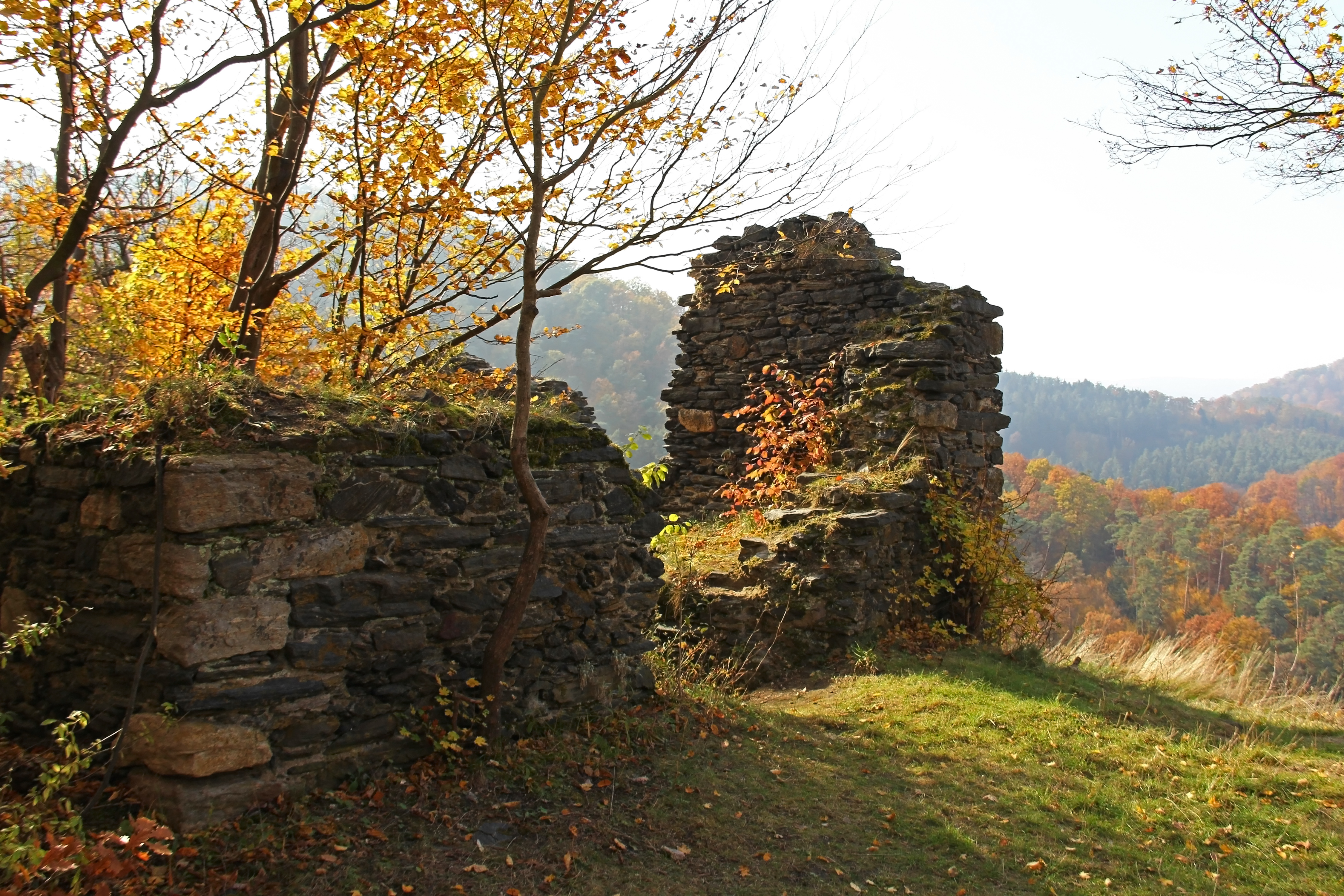
A tursensteini várrom

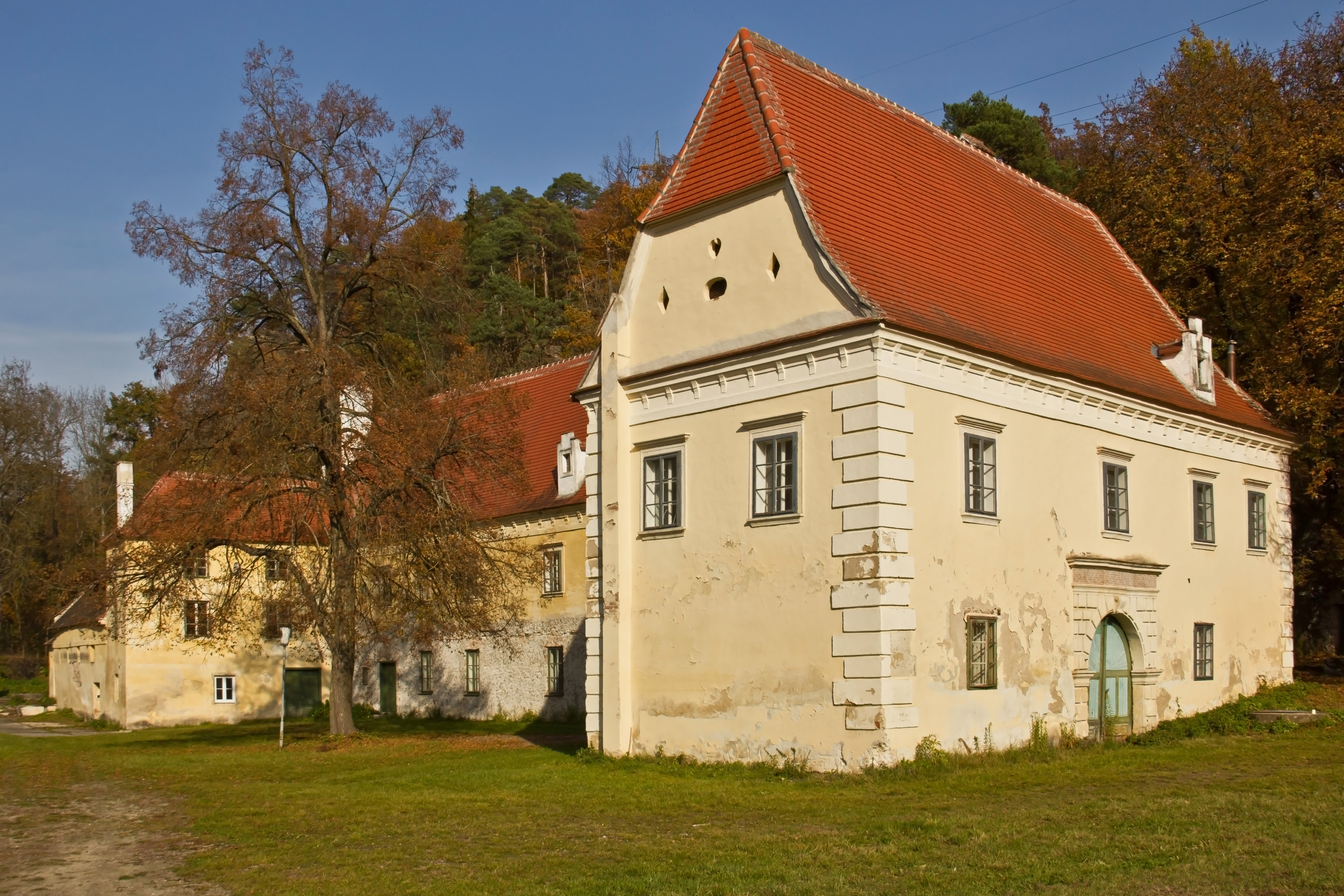
A Rauscher-malom

Altenburg a tartomány Waldviertel régiójában fekszik, a Försterbach patak mentén. Területének 45,4%-a erdő, 45,7% áll mezőgazdasági művelés alatt. Az önkormányzat 5 települést egyesít: Altenburg (480 lakos 2024-ben), Burgerwiesen (141), Fuglau (102), Mahrersdorf (65) és Steinegg (38).
A környező önkormányzatok: északra Sankt Bernhard-Frauenhofen, északkeletre Horn, keletre Rosenburg-Mold, délkeletre Gars am Kamp, délre Sankt Leonhard am Hornerwald, nyugatra Pölla, északnyugatra Röhrenbach.

## Története
Az Altenburg melletti Umlaufbergen a régészeti leletek tanúsága szerint egykor újkőkori, majd egy késő kelta település állt. A falu a 11. században a Poigen grófok székhelye volt. Hildegard von Poigen és fia, Hermann 1144-ben bencés kolostort alapított, amelyet a passaui püspöknek adományoztak. Az első tizenkét szerzetes a stájerországi Szent Lambrecht-kolostorból érkezett. A család 1209-ben kihalt és a birtok az osztrák hercegre szállt. A kolostor birtokai az adományozások révén - többek között plébániák, kastélyok, malmok és földek - egészen Bécs környékéig terjedtek. 1516-ban a pápa főpapi ornátust adományozott Andreas apátnak. 
A középkor során a kolostort és templomát többször is kifosztották vagy súlyos károkat szenvedett: 1269-ben egy helyi felkelés, 1380-ban és 1427-ben tűzvész, 1304-ben magyarok és kunok, 1427-ben és 1430-ban husziták, 1327-ben és 1467-ben csehek, 1480-ban pedig Mátyás magyar király csapatai miatt. A 16. század közepén a kolostor állítólag már nem volt más, mint egy „kietlen kőhalom”.  A század végén megerődítették, de a harmincéves háborúban a császári csapatok (1620) és a svédek (1645) támadása miatt ismét szinte teljesen elpusztult.
A 17. században Benedikt Leiß és Maurus Boxler apátok megkezdték az újjáépítést, de az igazi előrehaladás Placidus Much apát (1715-56) idején történt, aki a kor legjelentősebb művészeit, köztük Joseph Munggenast építőmestert és Paul Troger festőművészt szerződtette a munkához. A barokk apátsági épületet a kolostori könyvtárral és kriptával együtt 13 év építkezés után, 1743-ban fejezték be.
A következő években a kolostort háborús időkben kórházként (1797, 1866) és csapatok elszállásolására (1799-ben orosz, 1809-ben francia) használták. Az 1938-as Anschluss után az épületeket kisajátították és a második világháború is jelentős károkat okozott. A háború végén egy hónapig magyar zsidókat alkalmaztak kényszermunkásként a helyi gazdaságokban. A kolostor kincseinek nagy része eltűnt, de a gazdag levéltár (benne az 1144-es alapítólevéllel és más értékes kéziratokkal) megmaradt. A középkori kolostoregyüttes maradványait 1983 óta feltárják, így ma már a régi kolostor is látogatható.
1968-ban az addig önálló Mahrersdorf, 1970-ben pedig Fuglau csatlakozott Altenburg községéhez.

## Lakosság
Az altenburgi önkormányzat területén 2024 januárjában 826 fő élt. A lakosságszám 1923-ban érte el a csúcspontját 974 fővel, azóta enyhén csökkent. 2022-ben az ittlakók 95,5%-a volt osztrák állampolgár; a külföldiek közül 1,1% a régi (2004 előtti), 2,5% az új EU-tagállamokból érkezett. 0,2% a volt Jugoszlávia (Horvátország és Szlovénia kivételével) vagy Törökország; 0,7% egyéb ország polgára volt. 2001-ben a lakosok 91,9%-a római katolikusnak, 1,1% evangélikusnak, 1% ortodoxnak, 1,6% mohamedánnak, 3,8% pedig felekezeten kívülinek vallotta magát. Ugyanekkor egy magyar élt a községben; a legnagyobb nemzetiségi csoportokat a németek (95,9%) mellett a horvátok (1,4%) és a szerbek (1%) alkották.
A népesség változása:

| 2016 | 809 |
| 2018 | 828 |

## Látnivalók
- az altenburgi kolostor
- Steinegg, Mahrersdorf és Tursenstein várainak romjai
- a fuglaui Szt. Miklós-plébániatemplom
- a Rauscher-malom

## Fordítás
- Ez a szócikk részben vagy egészben  az   Altenburg (Niederösterreich) című német Wikipédia-szócikk ezen változatának fordításán alapul.  Az eredeti cikk szerkesztőit annak laptörténete sorolja fel. Ez a jelzés csupán a megfogalmazás eredetét és a szerzői jogokat jelzi, nem szolgál a cikkben szereplő információk forrásmegjelöléseként.